# 盲暦
盲暦（めくらごよみ）は、江戸時代に和暦の月の大小や暦注などを文盲者にも理解出来るように絵や記号等で工夫して表現した暦である。南部藩の南部盲暦が有名。「座頭暦」ともいう。
近年では視覚障害者に対する配慮から「絵暦」（えごよみ）と表記する場合もある。
和暦は太陰太陽暦であるため閏月が追加される年や月齢の約29.3日を調整するため毎年30日の大の月、29日の小の月の該当月が異なっており、それを知る必要があった。

## 歴史
正徳年間（1711年-1716年）に、南部藩の田山村（現八幡平市田山）の庄屋の書き役を務めていた八幡善八（源右衛門）が、村人の疲弊を救い、産業の振興を図ろうと一念発起して独創されたのが盲暦である。病気で倒れ発狂したりする村人のために作られたのがめくら般若心経（絵心経）であり、めくら帳であり、めくら証文であった。当初は田山村内だけに配布されていたが、評判は他町村に伝わり、鹿角や浄法寺町に配布されるようになった。後に、三戸や八戸、盛岡の市日でも販売されるようになった。この暦は天明4年（1786年）橘南渓の東遊記によってはじめて全国に紹介され、一躍有名になった。初めて記録したのは菅江真澄で、「けふの狭布」に天明3年（1785年）に記録している。
農村、特に文化の低い農村には昔から日常の生活の中で、農作業や生活のあり方、天候等について指示を与える人が必要であった。こういう人を村人たちは「日知り（聖）」と呼んでいた。盲歴の考案者である善八も聖であった。善八は源右衛門とも称し、書、天文、暦などに明るく、平泉において神社の取り締まりの補佐をしていた。しかし、元禄年間に高価な物品を盗難で紛失した上役の罪を背負い、浅沢村の神官である佐藤家に身を隠した。ところが彼の行方を追求する風説があり、二戸郡田山村の庄屋金沢家に身を寄せた。彼は神官として村人に紹介され、この地で庄屋と書き役、神社運営を手伝った。その後、肝煎の八幡家に婿入りしたが、養父に男子が生まれたので宝永、正徳年間に分家した。
その後、田山暦を参考に盛岡絵暦が作られた。江戸時代後期の文化年間（1804年-1818年）にはすでに体裁が整っていたものと思われる。明治以後中断した時期はあったものの、版元をかえて現在も毎年刊行されている。江戸時代の盛岡絵暦では、出版地、出版者も絵によって表されている。田山暦が主として絵を表意文字的に使用するのに対し、盛岡絵暦は主として絵の示す事物の発音を借りて表音文字的に使用している。荷をかついだ盗賊が「入梅」（荷奪い）、塔と琴柱（ことじ）で「冬至」と読ませるのはその典型である。

## 田山暦
田山盲暦のつくりかたは至って原始的で、絵は一つ一つ木活になっている。横長に貼り付けた紙を十四折にして、一折りを１ヶ月として最初と最後のページを表紙にする。その紙に、木活に墨汁をつけて押したもので、能率があがらない幼稚な作業で、一部作るのに２～３時間もかかった。田山歴は元治年間（1864年-1865年）までは盛んに作られたが、明治13年を最後に廃絶された。それは、明治初年に県令が暦の木活を県に引き上げようとした際に、命令で福岡まで持っていったときに、木活の一部を盗まれてしまった。それ以来、版元の八幡家では代々門外不出としたという。

## 盲暦の記録
盲暦は各種の記録が残されている。菅江真澄が天明3年（1785年）に『けふの狭布』で初めて記録を残し、橘南渓が天明4年（1786年）に「東遊記（該当ページ）」で全国に紹介した。橘南渓は「かな文字も未だ知らない所は、南部盛岡の城下から70～80里も北西にある田山村という辺鄙な場所である。まるで古の結縄で数を記録したことのようだ」「西国と東国の文化は格別だ」「とにかく、日本は西から開けたと思う」と記している。また、百井塘雨が天明4年に『笈埃随筆』で、漆戸茂樹が嘉永3年（1850年）に『北奥路程記』で、山崎美成が『醍醐記談』の中の「安寺持方」で記録を残している。松浦武四郎は嘉永2年（1849年）に『鹿角日記』で記録をのこしている。この中で松浦は、田山村に到着して、橘南渓が記録している盲暦を求めたが、村人は恥じて売ってもらえなかった。そのため、松浦は主人の孫兵衛に頼み込んで盲暦を求めた。松浦は「盛岡盲暦は技巧的に優れているが、古雅を失っているのが惜しい。この田山暦は古雅があって面白い。」と評している。松浦は昔、橘南渓が残したと思われる詩が版元にかつてあって、それが南部藩の役人が所望したのであげたことを記している。大柴峯吉の『夢之代』でも紹介されている。シーボルトは著作『日本』で盲暦を世界に紹介し、その記述は日本の記録以上に詳細であるという。田山歴は後期のものは「たやまこよみ」と表題をつけている。地元では著者の名を取って「善八暦」とも呼ばれていた。また「座頭暦」の名もあったという。

## 図案の絵解き
下記は何れも南部盲暦の場合である。判じ絵に類似した趣向で意味を表している。
- 二つのどんぶり鉢の間に重箱が置いてあり、そばに矢が放り出されている。絵解きは「鉢」「重」「鉢」「矢」で「八十八夜」。
- 芥子の蕾の右斜め上に濁点。絵解きは「けし」＋「゛」⇒「夏至」。
- 山賊のような姿の男が肩に荷物を担いでいる後姿。絵解きは、荷を奪っている⇒「荷奪い」⇒「にうばい（歴史仮名遣い）」⇒「入梅」。
- 半円形の土台の上に五重塔、その手前に塔のない土台。土台のように見えるのは実は意匠化された琴柱（ことじ）である。絵解きは「塔」「柱（じ）」⇒「冬至」。

これら全ての絵のそばには、月をサイコロの目（大小を表す場合は正月以外2つのサイコロの目の和で、その他の場合は正月～6月は1つのサイコロの目、7～12月は2つのサイコロの目の和で示す。旧暦閏月の「閏」は股の絵（「又」）で示される）で、日を重箱（十の位）と丸や三角などの図形（一の位）の数で示した「月日」が記され、それぞれの節気が何日に当たるのかが判るようになっている。